# Fernsehtechnik

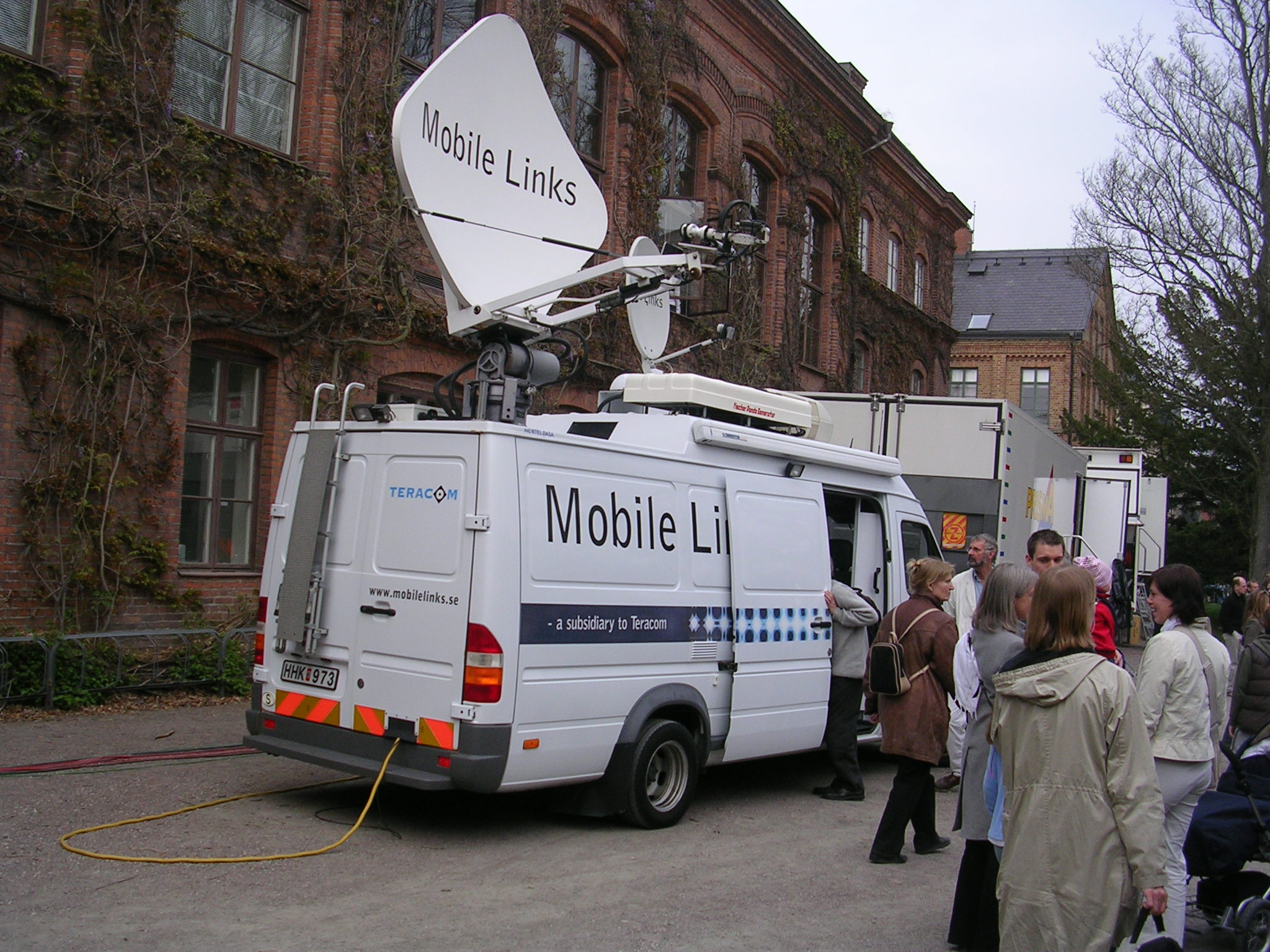
Ein (kleiner) Übertragungswagen

Fernsehtechnik ist ein Überbegriff für die Nachrichtentechnik, Tontechnik und die Videotechnik, der mit dem Fernsehen zusammenhängt. Teilweise versteht man unter der Fernsehtechnik auch nur die Technik eines Fernsehgerätes.

## Produktion
Bild und Ton werden mit Fernsehkameras aufgenommen und anschließend bildtechnisch verarbeitet, d. h. technisch bearbeitet, zusammengestellt und geschnitten. Die Ton- und Nachrichtentechnik gehört eigentlich nicht zur Fernsehtechnik, verwendet jedoch deren Technologien.

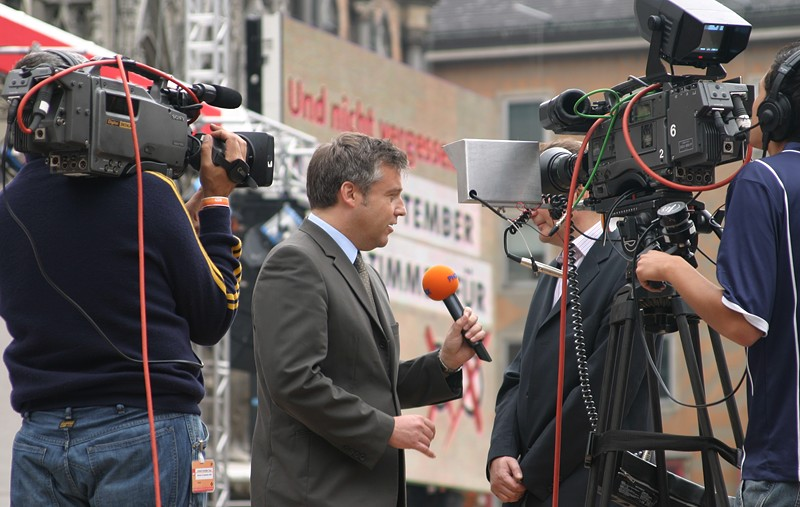
Grundlage für die Fernsehtechnik ist das Bildmaterial (hier eine Aufnahme einer Reportage)

Bei der Produktion wird entschieden, welche Qualität gewährleistet wird. Diese Merkmale beginnen mit der Bildqualität (z. B. Schwarzweiß oder Farbe und Auflösung) und enden mit der Tonqualität. Werden lediglich Helligkeitsunterschiede bei Aufnahme und Wiedergabe der Bilder berücksichtigt, so spricht man von Schwarz-Weiß-Fernsehen. Im Unterschied dazu wird vom Farbfernsehen gesprochen, wenn auch Farbinformationen aufgenommen und wiedergegeben werden, wobei Aussendungen des Farbfernsehens auch auf Schwarz-Weiß-Fernsehern empfangbar sind. Das Farbfernsehen ist heute in den Industrienationen Standard.
Falls die Bilder und Töne auf einem Speichermedium, etwa einer sogenannten Magnetaufzeichnung (MAZ), aufgezeichnet werden, können sie auch zu einem späteren Zeitpunkt, gegebenenfalls nach einer Bearbeitung, über einen Übertragungsweg gesendet werden. Das sofortige Senden der aufgenommenen Daten wird als Liveübertragung bezeichnet.

## Übertragung

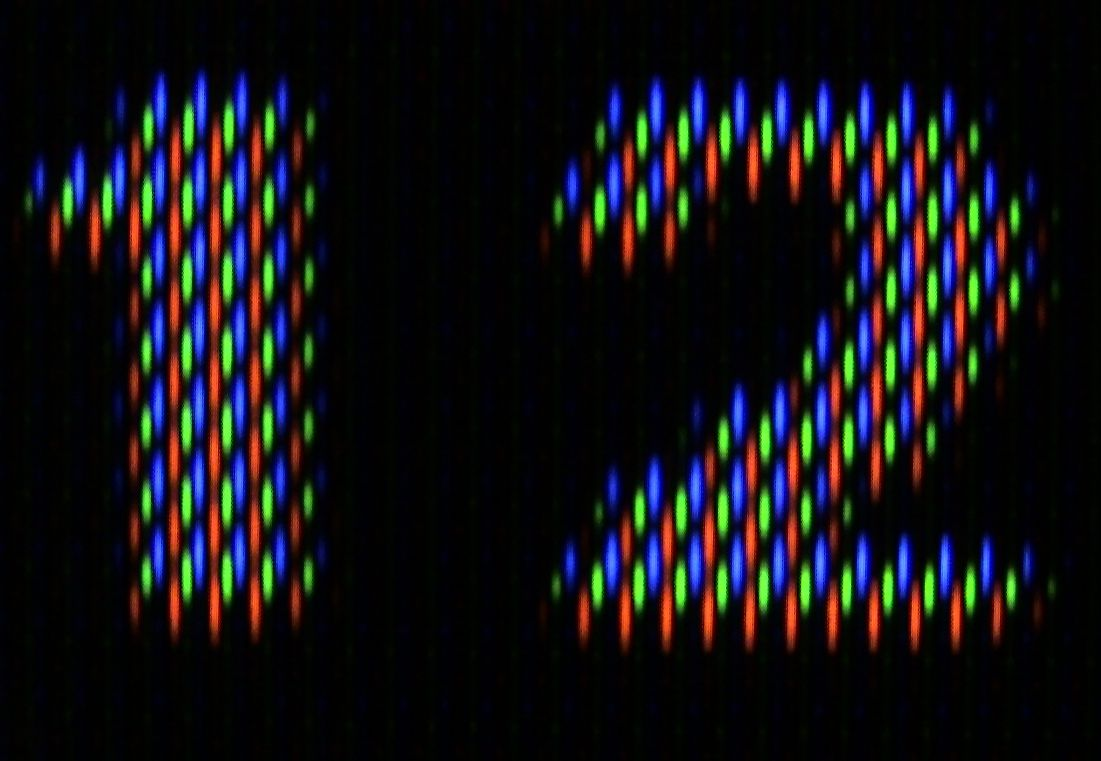
Darstellung einer weißen "12" auf schwarzem Hintergrund auf einem Fernseher. In der Nahaufnahme erkennt man die einzelnen Farben, aus denen die Zahlen zusammengesetzt sind.

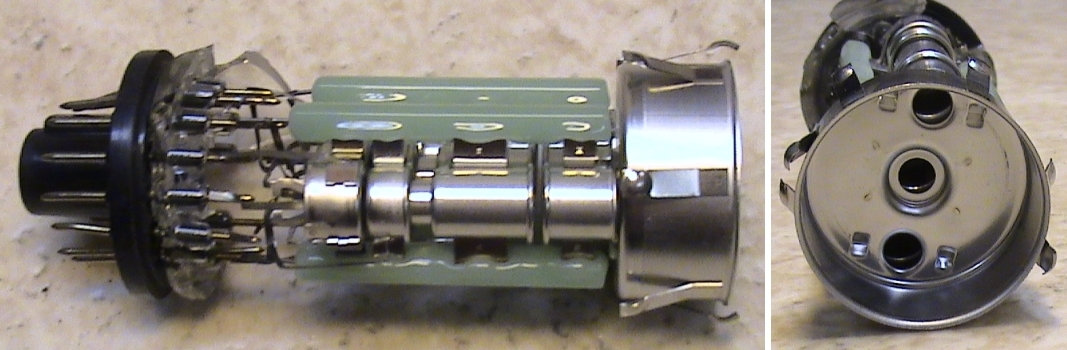
"Elektronenkanone", ausgebaut aus einem Farbfernseher. links: Seitenansicht; Deutlich zu erkennen die Vakuumdurchführung, rechts: Frontansicht; Man sieht deutlich die Austrittslöcher der drei Elektronenstrahlen, die die drei Farben ansteuern

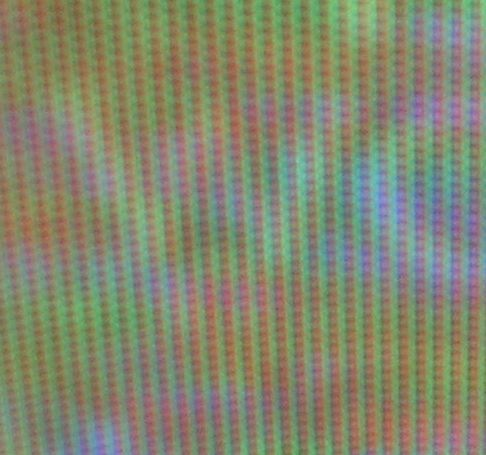
Nahaufnahme der Leuchtschicht eines Bildschirms mit Kathodenstrahlröhre (CRT) – hier sind die Schlitzmaske sowie das RGB-Signal (Farbpunkte der Grundfarben rot, grün, blau) sichtbar, vgl. Bilderzeugung in einer Farbbildröhre

Die Übertragung erfolgt zunächst von der Senderzentrale (Studios) oder von Außendrehs (dann via Ü-Wagen und Satellit) zu den Verteilerzentralen der Kabelbetreiber. Anschließend wird das Signal zu den Fernsehtürmen und zu den Sendestationen für Satelliten weitergeleitet. Hierbei gibt es verschiedene Signale, die je nach Land in verschiedenen Fernsehnormen ausgestrahlt bzw. empfangen werden. In Deutschland ist dies die Norm PAL-50 analog bzw. DVB-S (Satellit digital) oder DVB-T (terrestrisch digital) mit MPEG2-Komprimierung. Neue HDTV-Ü-Wagen für hochauflösende Bilder in 1080i-Norm benutzen DVB-S mit MPEG4/AVC-Kodierung.
Für das Fernsehen wird üblicherweise modulierte Hochfrequenzübertragung über Antennen oder erdgebunden in Koaxial- oder Lichtleiterkabeln (Kabelfernsehen) genutzt. Zum Empfang ist ein zusätzlicher Digitaldekoder (eine so genannte Set-Top-Box) oder ein geeignetes Endgerät (in dem der Dekoder genauso wie das heute übliche analoge Empfangsteil schon integriert ist) oder ein digitaler Fernseher, der keinen Dekoder mehr benötigt, notwendig (IDTV).
Im Bereich des Antennen- und Kabelfernsehens ist bis heute die analoge Übertragung der Informationen teilweise noch in Betrieb (analoges Fernsehen), obwohl die Aufnahme und Bearbeitung der Bilder und Töne schon seit einigen Jahren digital erfolgt. Die Umstellung auf digitale Übertragung der Daten (digitales Fernsehen) wurde beim terrestrischen Fernsehen in Deutschland Ende 2008 abgeschlossen, in Österreich Mitte 2011. Beim Satellitenfernsehen DVB-S wurde die Umstellung auf digitales Fernsehen in Deutschland am 30. April 2012 abgeschlossen. Beim Kabelfernsehen DVB-C ist die Umstellung in vollem Gange. Kabel Deutschland hat jedoch angekündigt, die analoge Verbreitung noch für mehrere Jahre parallel zur digitalen betreiben zu wollen.

## Empfang

### Bild und Ton

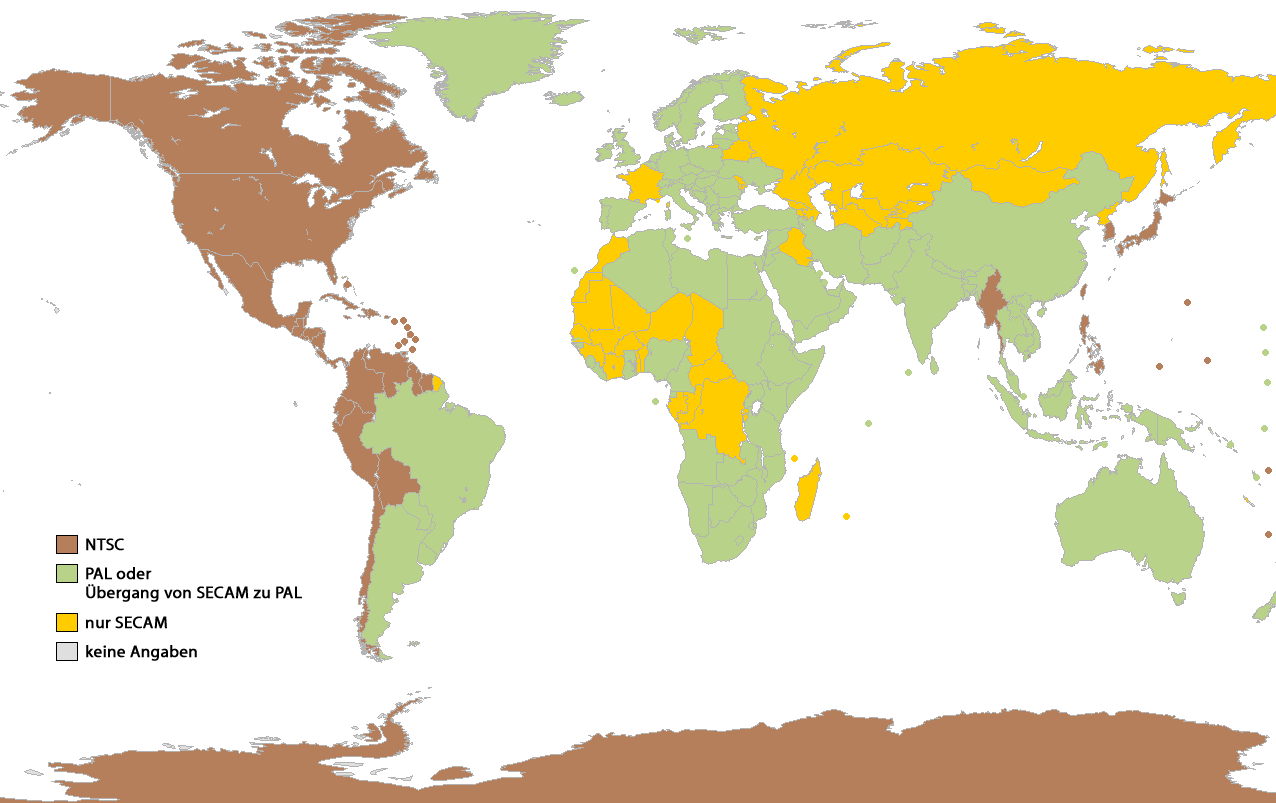
Darstellung der Verteilung der Fernsehnormen vor der Digitalisierung (spätestens bis 2005): Länder mit PAL-Standard sind grün dargestellt

Die Übermittlung zum Endgerät erfolgt entweder per Kabel, per Satellit (nicht-terrestrisch) – Satellitenfernsehen, über eine Internetverbindung, über eine Antenne oder über terrestrische Frequenzen – Antennenfernsehen.

### Geschichte
Mechanisches Fernsehen wurde historisch sowohl bei der Aufnahme als auch bei der Wiedergabe mit der Nipkow-Scheibe realisiert; elektronisches Fernsehen erstmals mit der Ikonoskop-Röhre bei der Aufnahme und der Kathodenstrahlröhre bei der Wiedergabe. Da die Ikonoskopröhre erst später als die Kathodenstrahlröhre entwickelt wurde, gab es kurzzeitig auch eine Mischform.
Die meistens verwendete analoge Übertragungsart ist das amplitudenmodulierte Fernsehen, kurz AMTV, beim Satelliten-Fernsehen gibt es analog nur FM-TV.
Die Unterscheidung in mechanisches Fernsehen und elektronisches Fernsehen, die während der ersten Fernsehversuche entstand, ist heute unbedeutend: mechanische Aufnahme- und Wiedergabegeräte wurden nur in der Anfangsphase bis 1935 kommerziell verwendet.

### Andere Signale
Neben dem Fernsehbild werden für Endkunden teilweise auch Zusatzsignale übermittelt, die aber nicht immer ohne Zusatzgerät verarbeitet werden können:
- Töne (fast immer)
- Teletext – schriftliche Informationen eines Fernsehsenders (bei ARD/ZDF von 1980 bis 2000: Videotext genannt), heute sehr verbreitet – jedoch unter einer Verwendung eines 20 Jahre alten Systems
- Video Program System (VPS) bzw. ShowView-Impulse, die einem Aufzeichnungsgerät den tatsächlichen Beginn einer Sendung übermitteln (Timerprogrammierung) – relevant für Videorekorder
- separate Tonspur – für den Zweikanalton mit der Option der Übertragung einer alternativen Sprache außer der Verkehrssprache des Landes
- Untertitel für Gehörlose oder zur Sprachmittlung (fremdsprachlicher mitgesendeter O-Ton)

### IDTV
Die sogenannte Analogabschaltung erfordert eine Umstellung beim Fernsehgerät. Die überwiegende Zahl bestehender Fernsehgeräte und Videorekorder kann nicht direkt mit den digitalen Signalen umgehen, so dass sie ein Zusatzgerät benötigen (Set-Top-Box, STB), das die Daten empfängt, dekodiert und in ein für die ältere Elektronik verständliches analoges Signal umwandelt. Inzwischen erscheinen aber auch Fernseher mit fest eingebauter (IDTV) oder optionaler Empfangstechnik (Tuner) für DVB-C, -S, und -T am Markt. Derartige Geräte führen z. B. Artec, Humax, Loewe, Metz, Sharp, TechniSat, Thomson, X4-Tech. Für den mobilen DVB-H-Empfang gibt es prinzipbedingt nur vollintegrierte Neugeräte, oft Mobiltelefonkombinationen.
Das ZDF realisierte im Jahr 2007 ein neuartiges Mediathek genanntes Sendekonzept, welches Kritik von privaten TV-Sendeanstalten auslöste. Diese forderten eine Begrenzung von öffentlich-rechtlich finanzierten Online-Produkten.